# Listen (album Davida Guetty)
Listen – szósty album studyjny francuskiego DJ-a i producenta muzycznego Davida Guetty. Wydany został 21 listopada 2014 roku. Gościnnie na płycie wystąpili m.in. Sam Martin, Sia, Nicki Minaj, John Legend, Ryan Tedder, Magic!, Emeli Sandé, Bebe Rexha oraz Nico & Vinz. Dodatkowo w procesie produkcji albumu udział wzięli Giorgio Tuinfort, Avicii, Afrojack, Nicky Romero, Showtek oraz Stadiumx.

Chciałem spróbować innych rozwiązań, odrzucić to, co wygodne i przewidywalne. Napisać piosenki, które może prezentować zarówno didżej, jak i zespół rockowy albo orkiestra. Jest to również najbardziej osobista płyta pod względem tekstów, stąd dałem taki, a nie inny tytuł. Nadaje się nie tylko do słuchania, lecz również do tańczenia. Ot, taka taneczna płyta prosto z serca.

27 listopada 2015 roku ukazała się reedycja albumu pt. „Listen Again”.

## Lista utworów
Opracowano na podstawie materiału źródłowego.
1. „Dangerous” (gościnnie: Sam Martin) – 3:23
2. „What I Did for Love” (gościnnie: Emeli Sandé) – 3:27
3. „No Money no Love” (oraz Showtek; gościnnie: Elliphant, Ms. Dynamite) – 3:57
4. „Lovers on the Sun” (gościnnie: Sam Martin) – 3:23
5. „Goodbye Friend” (gościnnie: The Script) – 3:49
6. „Lift Me Up” (gościnnie: Nico & Vinz, Ladysmith Black Mambazo) – 3:58
7. „Listen” (gościnnie: John Legend) – 3:46
8. „Bang My Head” (gościnnie: Sia) – 3:53
9. „Yesterday” (gościnnie: Bebe Rexha) – 4:03
10. „Hey Mama” (gościnnie: Nicki Minaj, Afrojack) – 3:12
11. „Sun Goes Down” (oraz Showtek; gościnnie: Magic!, Sonny Wilson) – 3:31
12. „S.T.O.P.” (gościnnie: Ryan Tedder) – 3:34
13. „I’ll Keep Loving You” (gościnnie: Jaymes Young, Birdy) – 3:08
14. „The Whisperer” (gościnnie: Sia) – 3:54

Wydanie Deluxe
1. „Bad” (oraz Showtek; gościnnie: Vassy) (Radio Edit) – 2:50
2. „Rise” (gościnnie: Skylar Grey) – 3:55
3. „Shot Me Down” (gościnnie: Skylar Grey) – 3:11
4. „Dangerous” (gościnnie: Sam Martin) (Robin Schulz Remix) – 3:20

### Listen Again

#### CD 1
1. „Dangerous” (gościnnie: Sam Martin) – 3:23
2. „What I Did for Love” (gościnnie: Emeli Sandé) – 3:27
3. „No Money no Love” (oraz Showtek; gościnnie: Elliphant, Ms. Dynamite) – 3:57
4. „Lovers on the Sun” (gościnnie: Sam Martin) – 3:23
5. „Goodbye Friend” (gościnnie: The Script) – 3:49
6. „Lift Me Up” (gościnnie: Nico & Vinz, Ladysmith Black Mambazo) – 3:58
7. „Listen” (gościnnie: John Legend) – 3:46
8. „Bang My Head” (gościnnie: Sia) – 3:53
9. „Yesterday” (gościnnie: Bebe Rexha) – 4:03
10. „Hey Mama” (gościnnie: Nicki Minaj, Afrojack) – 3:12
11. „Sun Goes Down” (oraz Showtek; gościnnie: Magic!, Sonny Wilson) – 3:31
12. „S.T.O.P.” (gościnnie: Ryan Tedder) – 3:34
13. „I’ll Keep Loving You” (gościnnie: Jaymes Young, Birdy) – 3:08
14. „The Whisperer” (gościnnie: Sia) – 3:54

#### CD 2
1. „Bang My Head” (gościnnie: Sia, Fetty Wap) – 3:13
2. „Clap Your Hands” (oraz Glowinthedark) – 3:55
3. „Bad” (oraz Showtek; gościnnie: Vassy) (Radio Edit) – 2:50
4. „Shot Me Down” (gościnnie: Skylar Grey) – 3:11
5. „Blast Off” (oraz Kaz James) – 3:07
6. „The Death of EDM” (oraz Showtek; gościnnie: Beardyman) – 4:54
7. „Pelican” (Edit) – 3:25
8. „Bang My Head” (gościnnie: Sia) (Glowinthedark Remix) – 3:48

#### Listenin’ Continuous Album Mix
1. „Listenin’ (Continuous Album Mix) Intro” – 1:13
2. „What I Did for Love vs. S.T.O.P.” (gościnnie: Emeli Sandé versus Ryan Tedder) – 1:27
3. „What I Did for Love” (gościnnie: Emeli Sandé) (Morten Remix) – 2:27
4. „Lovers on the Sun” (gościnnie: Sam Martin) (Stadiumx Remix) – 3:37
5. „Yesterday vs. Lift Me Up” (gościnnie: Bebe Rexha versus Nico & Vinz, Ladysmith Black Mambazo) – 2:44
6. „Dangerous” (gościnnie: Sam Martin) (Robin Schulz Remix) – 2:15
7. „Dangerous” (gościnnie: Sam Martin) (David Guetta Banging Remix) – 2:45
8. „Sun Goes Down” (oraz Showtek; gościnnie: Magic!, Sonny Wilson) (Brooks Remix) – 1:35
9. „Sun Goes Down” (oraz Showtek; gościnnie: Magic!, Sonny Wilson) (Hugel Remix) – 2:25
10. „Bang My Head” (gościnnie: Sia) (Glowinthedark Remix) – 2:52
11. „Hey Mama” (gościnnie: Nicki Minaj, Bebe Rexha, Afrojack) (Noodles Remix) – 1:43
12. „Hey Mama” (gościnnie: Nicki Minaj, Bebe Rexha, Afrojack) (Afrojack Remix) – 0:31
13. „Hey Mama” (gościnnie: Nicki Minaj, Bebe Rexha, Afrojack) (Club Killers Remix) – 2:13
14. „Hey Mama” (gościnnie: Nicki Minaj, Bebe Rexha, Afrojack) (Cesqeaux & Jeremia Jones Remix) – 0:41
15. „I’ll Keep Loving You vs. Yesterday” (gościnnie: Jaymes Young, Birdy versus Bebe Rexha) – 2:48
16. „Lift Me Up vs. Bang My Head” (gościnnie: Nico & Vinz, Ladysmith Black Mambazo versus Sia) – 2:52
17. „S.T.O.P. vs. Goodbye Friend” (gościnnie: Ryan Tedder versus The Script) – 2:52
18. „Clap Your Hands” (oraz Glowinthedark) – 3:22
19. „Bad” (oraz Showtek; gościnnie: Vassy) – 3:30
20. „Blast Off” (oraz Kaz James) – 3:40
21. „Shot Me Down” (gościnnie: Skylar Grey) – 3:19
22. „The Death of EDM” (gościnnie: Beardyman) – 3:08
23. „Hey Mama vs. The Whisperer” (gościnnie: Nicki Minaj, Bebe Rexha, Afrojack versus Sia) – 2:07
24. „Listenin’ Continuous Album Mix” – 56:17

| Materiały dodatkowe dostępne na iTunes |
| --- |
| 1. Glowinthedark – „Clap Your Hands (Live Tomorrowland 2015)” – 3:15 2. Showtek – „Sun Goes Down (gościnnie: MAGIC!, Sonny Wilson) (Live Ushuaia 2015)” – 2:54 3. „Hey Mama (gościnnie: Nicki Minaj, Bebe Rexha & Afrojack) (Live Tomorrowland 2015)” – 3:38 4. „Dangerous (gościnnie: Sam Martin) (Live Ushuaia 2015)” – 2:37 5. „Shot Me Down / Bad (Live Tomorrowland 2015)” – 3:47 |

## Twórcy
Opracowano na podstawie materiału źródłowego.

- David Guetta – producent, producent wykonawczy, instrumenty, programowanie, miksowanie, główny wykonawca, kompozytor
- Giorgio Tuinfort – producent, dodatkowy producent, producent wykonawczy, instrumenty, programowanie, miksowanie, aranżacja instrumentów dętych, fortepian, kompozytor
- Frédéric Riesterer – producent, instrumenty, programowanie, kompozytor
- Avicii – producent, instrumenty, programowanie, instrumenty klawiszowe, kompozytor
- Afrojack – producent, instrumenty, programowanie, miksowanie, kompozytor, gościnnie (utwór 10)
- Daddy’s Groove – dodatkowa produkcja, programowanie instrumentów perkusyjnych, programowanie, miksowanie
- Sam Martin – producent, instrumenty klawiszowe, gitara, kompozytor, gościnnie (utwory 1 i 4)
- Jason Evigan – producent, produkcja partii wokalnej, gitara, wokal, kompozytor
- Nicki Minaj – wokal, kompozytor, gościnnie (utwór 10)
- Nico & Vinz – wokal, gościnnie (utwór 6)
- Bebe Rexha – kompozytor, gościnnie (utwór 9)
- Nicky Romero – producent, instrumenty, kompozytor
- Nick Romero – instrumenty, programowanie
- Emeli Sandé – wokal, gościnnie (utwór 2)
- The Script – gościnnie (utwór 5)
- Showtek – produkcja, instrumenty, miksowanie, główny wykonawca (utwory 3 i 11)
- Stadiumx – producent, instrumenty, programowanie, miksowanie
- Sia – wokal, gościnnie (utwory 8 i 14)
- Ryan Tedder – kompozytor, gościnnie (utwór 12)
- Ms. Dynamite – gościnnie (utwór 3)
- John Legend – wokal, gościnnie (utwór 7)
- Magic! – gościnnie (utwór 11)
- Rutger „Ruffi” Kroese – miksowanie partii wokalnej, miksowanie, inżynier dźwięku
- Ladysmith Black Mambazo – gościnnie (utwór 6)
- Danny O’Donoghue – produkcja partii wokalnej
- Chris „Tek” O’Ryan – inżynier dźwięku, nagranie partii wokalnej
- Paul Power – inżynier dźwięku, miksowanie
- Kenneth Pruit – inżynier dźwięku, nagranie partii wokalnej
- Vincent Pontare – kompozytor
- Michel Poulain – koordynator
- Sibongiseni Shabalala – aranżer
- Benny Steele – inżynier dźwięku, nagranie partii wokalnej
- John Stephens – kompozytor
- Xavier Stephenson – inżynier dźwięku
- Michael Strecker – inżynier dźwięku, skrzypce
- Ian Stuart – inżynier dźwięku
- Franck van der Heijden – dyrygent, aranżacja partii orkiestry, inżynier dźwięku
- Fieke Van Den Hurk – asystent
- Robert Baba – skrzypce
- Floortje Beljon – skrzypce
- Tseroeja Van Den Bos – skrzypce
- Stijn Brinkman – skrzypce
- Sara de Vries – skrzypce
- Judith Eisenhardt – skrzypce
- Bram Faber – skrzypce
- Annemarie Hensens – skrzypce
- Mieke Honingh – skrzypce
- Jooni Hwang – skrzypce
- Norman Jansen – skrzypce
- Ian De Jong – skrzypce
- Stephan Knies – skrzypce
- Ramy Koch – skrzypce
- Maartje Korver – skrzypce
- Olia Krämer – skrzypce
- Julia Mangelsdorf – skrzypce
- Ruben Margharita – skrzypce
- Ben Mathot – skrzypce
- Mark Mulder – skrzypce
- Federico Nathan – skrzypce
- Elise Noordhoek – skrzypce
- Yanna Pelser – skrzypce
- Tinka Regter – skrzypce
- Carolien Roodenburg – skrzypce
- Martin Rothe – skrzypce
- Arlia de Ruiter – skrzypce
- Iris Schut – skrzypce
- Pauline Terlouw – skrzypce
- Lorre Trytten – skrzypce
- Sofie Van Der Pol – skrzypce
- Judith Van Driel – skrzypce
- Feyona van Iersel – skrzypce
- Anne VanEck – skrzypce
- Jasper VanRosmalen – skrzypce
- Marleen Veldstra – skrzypce
- Inger Van Vliet – skrzypce
- Diewertje Wanders – skrzypce
- Marleen Wester – skrzypce
- Kim White – skrzypce
- Gabriele Worsischek – skrzypce
- Hannedore Rau – skrzypce
- Ralf Hübner – skrzypce, koncertmistrz
- Jascha Albracht – wiolonczela
- Jascha Bordon – wiolonczela
- David Faber – wiolonczela
- Thomas Van Geelen – wiolonczela
- Philipp Hagemann – wiolonczela
- Jozien Jansen – wiolonczela
- Maarten Jansen – wiolonczela
- Elisabeth Kaseberg – wiolonczela
- Martina Styppa – wiolonczela
- Anne Eberlein – altówka
- Raphael Grunau – altówka
- Olga Hübner – altówka
- Austin Bis – wokal, produkcja partii wokalnej, fortepian
- Austin Bisnow – kompozytor
- Pim Boons – gitara basowa
- Jesse Feves – gitara basowa
- Hinse Mutter – gitara basowa
- Eric Winkelmann – gitara basowa
- Ruud Breuls – trąbka
- Teemu Brunila – gitara, kompozytor
- Allard Buwalda – saksofon
- Maia Buschman – koordynator produkcji
- Kristian Carlsson – kompozytor
- Ludovic Carquet – koordynator
- Geoffro Cause – gitara
- Clarence Coffee Jr. – wokal wspierający
- Josh Collins – inżynier dźwięku, nagranie partii wokalnej
- Justin Davey – kompozytor
- Rosa De Bruin – waltornia
- Ester Dean – producent, kompozytor
- Aubry „Big Juice” Delaine – inżynier dźwięku
- Marie Delfino – koordynator produkcji
- Jeroen DeRijk – instrumenty perkusyjne, tamburyno
- Vincent Dery – kompozytor
- Fernando Yokota Dos Santos – kontrabas
- Sean Douglas – instrumenty klawiszowe, kompozytor
- Matt Dragstrem – kompozytor
- Geoffro Early – kompozytor
- Michael Einziger – gitara, kompozytor
- Elliphant – gościnnie (utwór 3)
- Mike Caren – A&R
- Charles Bergmann – A&R
- Miles Beard – A&R
- Breyan Stanley Isaac – wokal wspierający, kompozytor
- Sjoerd Janssen – inżynier dźwięku, kompozytor
- Wouter Janssen – inżynier dźwięku, kompozytor
- The Jayhorns – instrumenty dęte
- Jeremia Jones – asystent
- Jel Jongen – aranżacja instrumentów dętych, inżynier dźwięku, puzon
- Kahina Khimoune – koordynator produkcji
- Anthony Kilhoffer – inżynier dźwięku
- Magnus Lidehäll – kompozytor
- Jacob Luttrell – wokal wspierający
- Ben Maddahi – A&R
- Danny Majic – kompozytor
- Zsolt Milichovszid – kompozytor
- David Nagy – kompozytor
- Terius „The-Dream” Nash – kompozytor
- Serge Plume – trąbka
- Sam Robinson – asystent
- Lindy Robbins – kompozytor
- Pierre-Luc Rioux – gitara, kompozytor
- Damien Saintobert – koordynator
- Nico Sereba – kompozytor
- Candace Shields – wokal wspierający
- Ellen Von Unwerth – fotografia
- Vinay Vyas – kompozytor
- Vincent Watson – inżynier dźwięku, nagranie partii wokalnej
- Marcus Van Wattum – producent, instrumenty, programowanie, miksowanie, inżynier dźwięku, kompozytor
- Ralph Wegner – projektowanie brzmień
- Sonny Wilson – gościnnie (utwór 11)
- Joris Wolff – asystent
- Jaymes Young – kompozytor, gościnnie (utwór 13)
- Brian Zaghi – wokal
- Daniel Zaidenstadt – inżynier dźwięku, nagranie partii wokalnej
- John Zambricki – wokal
- Jérémy Zeitoun – koordynator
- Youbold – projekt oprawy graficznej

## Pozycje na listach i certyfikaty
| Australia         | Albums Top 50               | 11 |
| Austria           | Albums Top 75               | 3  |
| Belgia (Flandria) | Albums Top 50               | 4  |
| Belgia (Walonia)  | Ultratop 50                 | 5  |
| Chorwacja         | Top 40 Foreign Albums Chart | 3  |
| Francja           | Albums Top 150              | 3  |
| Hiszpania         | Albums Top 100              | 8  |
| Holandia          | Albums Top 100              | 11 |
| Irlandia          | Albums Top 100              | 9  |
| Japonia           | Oricon Albums Chart         | 23 |
| Kanada            | Canadian Albums Chart       | 8  |
| Niemcy            | Offizielle Top 100          | 3  |
| Norwegia          | Albums Top 40               | 4  |
| Nowa Zelandia     | Albums Top 40               | 15 |
| Portugalia        | Albums Top 30               | 19 |
| Stany Zjednoczone | Dance/Electronic Albums     | 1  |
| Szwajcaria        | Albums Top 100              | 2  |
| Węgry             | Top 40 album-               | 1  |
| Wielka Brytania   | Albums Top 75               | 8  |
| Wielka Brytania   | Dance Albums Top 40         | 1  |
| Włochy            | Albums Top 100              | 14 |
| Notowania (2015)  |                             |    |
| Czechy            | Albums Top 100              | 24 |
| Dania             | Albums Top 40               | 7  |
| Finlandia         | Albums Top 50               | 7  |
| Stany Zjednoczone | Billboard 200               | 4  |
| Szwecja           | Albums Top 60               | 6  |

| Państwo         | Organizacja      | Certyfikat |
| --------------- | ---------------- | ---------- |
| Australia       | ARIA             | Złoto      |
| Austria         | IFPI Austria     | Złoto      |
| Francja         | SNEP             | 2x platyna |
| Hiszpania       | PROMUSICAE       | Złoto      |
| Niemcy          | BVMI             | Złoto      |
| Polska          | ZPAV             | Platyna    |
| Szwajcaria      | IFPI Switzerland | Złoto      |
| Węgry           | Mahasz           | Platyna    |
| Wielka Brytania | BPI              | Złoto      |
| Włochy          | FIMI             | Złoto      |

## Historia wydania
| Państwo            | Data              | Format           | Wytwórnia                                   | Źródło        |
| Edycja Deluxe      | Edycja Deluxe     | Edycja Deluxe    | Edycja Deluxe                               | Edycja Deluxe |
| ------------------ | ----------------- | ---------------- | ------------------------------------------- | ------------- |
| Australia          | 21 listopada 2014 | Digital download | What A Music Parlophone Warner Music France | [ 55 ]        |
| Meksyk             | 21 listopada 2014 | Digital download | What A Music Parlophone Warner Music France | [ 56 ]        |
| Nowa Zelandia      | 21 listopada 2014 | Digital download | What A Music Parlophone Warner Music France | [ 13 ]        |
| Niemcy             | 21 listopada 2014 | CD               | Parlophone                                  | [ 57 ]        |
| Francja            | 24 listopada 2014 | Digital download | Parlophone                                  | [ 58 ]        |
| Kanada             | 24 listopada 2014 | CD               | Parlophone                                  | [ 59 ]        |
| Słowacja           | 24 listopada 2014 | CD               | Warner Music                                | [ 60 ]        |
| Wielka Brytania    | 24 listopada 2014 | Digital download | Parlophone                                  | [ 61 ]        |
| Włochy             | 24 listopada 2014 | CD               | Parlophone                                  | [ 62 ]        |
| Hiszpania          | 25 listopada 2014 | Digital download | Parlophone                                  | [ 63 ]        |
| Francja            | 15 grudnia 2014   | LP               | Parlophone                                  | [ 64 ]        |
| Włochy             | 23 grudnia 2014   | LP               | PLG UK Frontline                            | [ 65 ]        |
| Edycja standardowa |                   |                  |                                             |               |
| Polska             | 24 listopada 2014 | CD               | Warner Music Poland                         | [ 66 ]        |
| Słowacja           | 24 listopada 2014 | CD               | Warner Music                                | [ 67 ]        |
| Wielka Brytania    | 24 listopada 2014 | CD               | Parlophone                                  | [ 68 ]        |
| Niemcy             | 5 grudnia 2014    | LP               | Parlophone                                  | [ 69 ]        |
| Polska             | 15 grudnia 2014   | LP               | Warner Music Poland                         | [ 70 ]        |
| Słowacja           | 15 grudnia 2014   | LP               | Warner Music                                | [ 71 ]        |
| Wielka Brytania    | 15 grudnia 2014   | LP               | PLG UK Frontline                            | [ 72 ]        |
| Listen Again       |                   |                  |                                             |               |
| Francja            | 27 listopada 2015 | Digital download | Parlophone                                  | [ 73 ]        |
| Francja            | 27 listopada 2015 | CD               | Parlophone                                  | [ 74 ]        |
| Hiszpania          | 27 listopada 2015 | Digital download | Parlophone                                  | [ 75 ]        |
| Hiszpania          | 27 listopada 2015 | CD               | Parlophone                                  | [ 76 ]        |
| Niemcy             | 27 listopada 2015 | Digital download | Parlophone                                  | [ 77 ]        |
| Niemcy             | 27 listopada 2015 | CD               | Parlophone                                  | [ 78 ]        |
| Polska             | 27 listopada 2015 | CD               | Warner Music Poland                         | [ 79 ]        |
| Wielka Brytania    | 27 listopada 2015 | Digital download | Parlophone                                  | [ 80 ]        |
| Wielka Brytania    | 27 listopada 2015 | CD               | PLG UK Frontline                            | [ 81 ]        |
| Włochy             | 27 listopada 2015 | Digital download | Parlophone                                  | [ 82 ]        |
| Włochy             | 27 listopada 2015 | CD               | Parlophone                                  | [ 83 ]        |